# 236

## Decese
- 3 ianuarie: Anteriu, papă al Romei, născut în Grecia (n. ?)